# Шака Гіслоп
Нейл Шака Гіслоп (англ. Neil Shaka Hislop; 22 лютого 1969, Лондон, Англія) — колишній футболіст. Воротар національної збірної Тринідаду і Тобаго, за яку зіграв на чемпіонаті світу 2006 року. Виступав за низку англійських клубів («Редінг», «Ньюкасл Юнайтед», «Вест Гем Юнайтед» та «Портсмут»), а також за американський «Даллас».

## Досягнення
- Володар Кубка Інтертото (1):

«Вест Гем Юнайтед»: 1999